# Anglian Football Combination
De Anglian Football Combination is een Engelse regionale voetbalcompetitie voor clubs uit de regio East Anglia. Dit gebied omvat de graafschappen Norfolk en Suffolk. Er bestaat een regel dat clubs binnen een straal van tachtig kilometer rond het centrum van Norwich gevestigd moeten zijn om deel te mogen nemen aan de competitie.
De competitie bestaat uit 109 teams die uitkomen in zeven divisies: de Premier Division en Division One tot en met Division Six. De hoogste divisie maakt deel uit van het zevende niveau van het National League System, ofwel het elfde niveau in de Engelse voetbalpiramide.
Ieder seizoen worden de beste spelers van de hele Anglian Combination geselecteerd om mee te spelen om de FA Inter-League Cup, een bekertoernooi voor regionale competities.

## Geschiedenis
De competitie werd opgericht in 1964 door een fusie tussen de East Anglian League en de Norfolk & Suffolk League. De competitie kende een overgangsseizoen in 1964/65 om tot een gangbare opzet te komen voor het seizoen 1965/66 met vier divisies voor eerste teams en drie voor reserveteams. Na één seizoen werd een extra divisie voor eerste teams ingevoerd, en dat systeem werd volgehouden tot het seizoen 2003/04, toen de reservedivisies onderdeel werden van de reguliere competitie. De kampioen van de Premier Division komt in aanmerking voor promotie naar de Eastern Counties League.
In 2011 werd na een vergadering besloten dat de Anglian Combination zou meedoen aan het Respect-programma van de FA. Onderdeel hiervan is de gewoonte dat alle spelers en scheidsrechters elkaar voor de wedstrijd de hand schudden.
In een poging om de steeds verder afnemende hoeveelheid jeugdspelers tegen te gaan is in 2013 besloten dat er een divisie moest komen waarin spelers die jonger zijn dan 19 jaar zich kunnen ontwikkelen.

## Vorige kampioenen

### Periode 1964-1965
In het overgangsseizoen werden de leden van de fuserende competities ondergebracht in drie verschillende divisies. Elke van deze divisies werd nog eens opgesplitst in twee gelijkwaardige subdivisies.
| Seizoen | Senior Division A | Senior Division B | Junior Division A | Junior Division B | Reserves Division A | Reserves Division B |
| ------- | ----------------- | ----------------- | ----------------- | ----------------- | ------------------- | ------------------- |
| 1964/65 | CNSOBU            | Dereham Town      | York Athletic     | Southwold Town    | Gothic res.         | Henderson res.      |

### Periode 1965-2003
Na het overgangsseizoen werden de eerste elftallen verdeeld over vier divisies afhankelijk van hun prestaties in het voorgaande seizoen. Deze divisies werden de Premier Division, Division One, Division Two en Division Three. In het seizoen 1966/67 werd er ook een Division Four toegevoegd. Reserveteams werden op dezelfde wijze opnieuw ingedeeld.
| Seizoen | Premier Division    | Division One        | Division Two          | Division Three        | Division Four         | Division One res.    | Division Two res.         | Division Three res.      |
| ------- | ------------------- | ------------------- | --------------------- | --------------------- | --------------------- | -------------------- | ------------------------- | ------------------------ |
| 1965/66 | CNSOBU              | York Athletic       | Horsford United       | Poringland            | N/A                   | Watton United res.   | Thorpe Village res.       | Norman Old Boys res.     |
| 1966/67 | Watton United       | Horsford United     | North Walsham Town    | Eaton Rangers         | Hellesdon             | Watton United res.   | Bungay Town res.          | Shipdham res.            |
| 1967/68 | Watton United       | Diss Town           | Earlham YC            | Hellesdon             | Birds Eye (Lowestoft) | Norman Old Boys res. | Reepham Town res.         | Holt United res.         |
| 1968/69 | Gorleston           | Sheringham          | Hellesdon             | Birds Eye (Lowestoft) | Thetford Rovers       | York Athletic res.   | Holt United res.          | Sextons res.             |
| 1969/70 | St. Andrews         | Hellesden           | Birds Eye (Lowestoft) | Overstrand            | Earlham Rangers       | Watton United res.   | Thorpe Village res.       | Fakenham Town res.       |
| 1970/71 | CNSOBU              | Wymondham Town      | Lakenham YC           | Boulton & Paul        | Bodham                | St. Andrews res.     | Hoveton United res.       | Shipdham res.            |
| 1971/72 | CNSOBU              | Fakenham Town       | Southrepps            | Beccles Town          | Stags                 | Hoveton United res.  | Fakenham Town res.        | Hellesdon res.           |
| 1972/73 | Hellesdon           | Reepham Town        | Thetford Rovers       | Salhouse              | Gorleston res.        | Henderson res.       | Wymondham Old Boys res.   | Norwich Lads Club res.   |
| 1973/74 | CNSOBU              | Diss Town           | Swaffham Town         | Carrow                | Wells Town            | Norwich Union res.   | Thetford Rovers res.      | Aylsham Wanderers res.   |
| 1974/75 | CNSOBU              | Bungay Town         | Southwold Town        | Newton Flotman        | Wortwell              | St. Andrews res.     | Fakenham Town res.        | Newton Flotman res.      |
| 1975/76 | St. Andrews         | Southwold United    | Wroxham               | Wortwell              | Yarmouth Town res.    | St. Andrews res.     | Newton Flotman res.       | Sprowston Wanderers res. |
| 1976/77 | Diss Town           | Wroxham             | Newton Flotman        | Gorleston res.        | Mundham & Seething    | St. Andrews res.     | Beccles Town res.         | Earlham Spinney res.     |
| 1977/78 | Lowestoft Town res. | Brundall United     | Wortwell              | Brandon Town          | Town Hall             | St. Andrews res.     | Sheringham res.           | Holt United res.         |
| 1978/79 | Diss Town           | Newton Flotman      | Kirkley               | Lakeford Rangers      | Bradenham Wanderers   | Wroxham res.         | Thetford Rovers res.      | Wortwell res.            |
| 1979/80 | Lowestoft Town res. | Kirkley             | Lakeford Rangers      | Bradenham Wanderers   | Acle United           | Fakenham Town res.   | CEYMS res.                | Kirkley res.             |
| 1980/81 | Hoveton United      | Bungay Town         | Gorleston res.        | Harleston Town        | South Walsham         | Hoveton United res.  | Kirkley res.              | Bradenham Wanderers res. |
| 1981/82 | Wroxham             | Wymondham Town      | Harleston Town        | Mundford              | Mundham & Seething    | Hoveton United res.  | Bradenham Wanderers res.  | Attleborough res.        |
| 1982/83 | Wroxham             | Gorleston res.      | Bradenham Wanderers   | Acle United           | Hempnall              | Wroxham res.         | CEYMS res.                | Wells Town res.          |
| 1983/84 | Wroxham             | Blofield United     | Swaffham Town         | Hempnall              | Mulbarton United      | Wroxham res.         | Wells Town res.           | East Harling res.        |
| 1984/85 | Wroxham             | Thetford Rovers     | Hempnall              | Ashlea                | North Walsham Town    | Wroxham res.         | Thetford Rovers res.      | Loddon United res.       |
| 1985/86 | Watton United       | Wymondham Town      | Wortwell              | Thurton & Ashby       | Mattishall            | Watton United res.   | Blofield United res.      | Poringland United res.   |
| 1986/87 | St. Andrews         | Ashlea              | Aylsham Wanderers     | Town Hall             | Watton United res.    | Wroxham res.         | Aylsham Wanderers res.    | Loddon United res.       |
| 1987/88 | Wroxham             | Bungay Town         | Town Hall             | Watton United         | Beccles Caxton        | Wroxham res.         | Carrow res.               | Hempnall res.            |
| 1988/89 | Norwich United      | Kirkley             | Stalham Town          | Poringland Wanderers  | Wroxham res.          | St. Andrews res.     | Overstrand res.           | Ashlea res.              |
| 1989/90 | Newton Flotman      | Dereham Hobbies     | Mulbarton United      | Attleborough Town     | Norwich United res.   | Blofield United res. | Lakeford Rangers res.     | Stalham Town res.        |
| 1990/91 | Blofield United     | Wymondham Town      | Mattishall            | Scole United          | Corton                | Newton Flotman res.  | Stalham Town res.         | Mulbarton United res.    |
| 1991/92 | Overstrand          | Horsford United     | Diss Town res.        | Town Hall Scripts     | South Walsham         | Wymondham Town res.  | Mulbarton United res.     | Reepham Town res.        |
| 1992/93 | Mulbarton United    | Wroxham res.        | Thorpe Village        | South Walsham         | Anglian Windows       | Carrow res           | Loddon United res.        | Caister United res.      |
| 1993/94 | Blofield United     | Lowestoft Town res. | Poringland Wanderers  | Anglian Windows       | Halvergate United     | Blofield United      | Thorpe Village res.       | CEYMS res.               |
| 1994/95 | Wroxham res.        | Thorpe Village      | North Walsham Town    | Acle United           | Hingham Athletic      | St. Andrews          | Poringland Wanderers res. | Wortwell res.            |
| 1995/96 | Horsford United     | Loddon United       | Attleborough Town     | Scole United          | Thetford Town res.    | Blofield United      | Beccles Town res.         | Anglian Windows res.     |
| 1996/97 | Mulbarton United    | Acle United         | Scole United          | Swaffham Town res.    | Downham Town res.     | Acle United res.     | Brandon Town res.         | Aylsham Wanderers res.   |
| 1997/98 | Dereham Town        | Scole United        | Wells Town            | East Harling          | Great Ryburgh         | Acle United res.     | Oulton Broad / LR res.    | Thetford Rovers res.     |
| 1998/99 | Attleborough Town   | Lakeford Rangers    | Sprowston Athletic    | Watton United res.    | Dereham Town res.     | Acle United res.     | Caister United res.       | Saham Toney res.         |
| 1999/00 | Kirkley             | Sprowston Athletic  | Norwich Union         | Dereham Town res.     | Hindringham           | Acle United res.     | Scole United res.         | Wells Town res.          |
| 2000/01 | Blofield United     | Gorleston res.      | Halvergate United     | Holt United           | Gayton United         | Blofield United res. | Wells Town res.           | Watton United res.       |
| 2001/02 | Kirkley             | Beccles Town        | Hindringham           | Gayton United         | Fosters Athletic      | Wells Town res.      | Halvergate United res.    | Fosters Athletic res.    |
| 2002/03 | Kirkley             | Halvergate United   | Horsford United       | Sheringham            | Southwold Town        | Kirkley res.         | Norwich Union res.        | Costessey Sports res.    |

### Periode 2003-heden
In 2003 werd de competitie geherstructureerd waardoor er van de acht divisies nog zeven overbleven. De reservedivisies werden opgenomen in de competitie waardoor de reserveteams voortaan ook konden promoveren naar divisies waarin eerste elftallen speelden.
| Seizoen | Premier Division | Division One             | Division Two      | Division Three            | Division Four             | Division Five           | Division Six             |
| ------- | ---------------- | ------------------------ | ----------------- | ------------------------- | ------------------------- | ----------------------- | ------------------------ |
| 2003/04 | Cromer Town      | Watton United            | Sheringham        | Southwold Town            | Sprowston Athletic res.   | Norwich Union res.      | Hindringham res.         |
| 2004/05 | Blofield United  | Sheringham               | Southwold Town    | Norwich St Johns          | Kirkley res.              | Cromer Town res.        | Sprowston Wanderers res. |
| 2005/06 | Cromer Town      | Dersingham Rovers        | Mundford          | Kirkley res.              | Beccles Caxton            | Thetford Rovers         | Foulsham                 |
| 2006/07 | Blofield United  | Hempnall                 | Kirkley res.      | West Lynn SCC             | Caister United res.       | East Harling            | Freethorpe               |
| 2007/08 | Wroxham res.     | Loddon United            | Corton            | Norwich CEYMS             | Bradenham Wanderers       | North Walsham Town res. | Gorleston res.           |
| 2008/09 | Sheringham       | St. Andrews              | Norwich St. Johns | Mundford                  | North Walsham Town res.   | Sheringham res.         | Dersingham Rovers res.   |
| 2009/10 | Blofield United  | Kirkley & Pakefield res. | West Lynn SSC     | Hempnall res.             | Blofield United res.      | Hemsby                  | Thetford Athletic        |
| 2010/11 | Cromer Town      | Wells Town               | Norwich CEYMS     | Harleston Town            | University of East Anglia | Mulbarton Wanderers     | Bradenham Wanderers res. |
| 2011/12 | Cromer Town      | Dersingham Rovers        | Harleston Town    | Martham                   | Mulbarton Wanderers       | Saham Toney             | Yelverton                |
| 2012/13 | Acle United      | Norwich CEYMS            | Foulsham          | University of East Anglia | Waveney                   | Buxton                  | Redgate Rangers          |
| 2013/14 | Acle United      | Long Stratton            | Scole United      | Waveney                   | Fakenham Town res.        | Redgate Rangers         | Mulbarton Wanderers res. |

## Bekercompetities
Don Frost Memorial Cup
Wedstrijd tussen de winnaar van de Senior League Cup en de winnaar van de Premier Division van het voorgaande seizoen.
Senior League Cup
Bekercompetitie voor alle teams in de twee hoogste divisies. Er is één wedstrijd die eventueel wordt beslist door een verlenging en vervolgens door strafschoppen.
Junior League Cup
Bekercompetitie voor alle clubs plus de reserveteams uit de Eastern Counties League die ook deelnemen aan de Norfolk County Cup of de Suffolk County Cup. Er is één wedstrijd die eventueel wordt beslist door een verlenging en vervolgens door strafschoppen.
Reserve League Cup
Bekercompetitie voor de reserveteams uit alle competities, behalve de Premier Division en Division One.
Norfolk Senior Cup
Bekertoernooi voor alle teams uit Norfolk die in de Premier Division of in Division One uitkomen en alle teams uit Norfolk die in de Eastern Counties League spelen.
Norfolk Junior County Cup
Bekercompetitie voor "junior"-clubs uit alle divisies, behalve de Premier Division en Division One, maar ook voor clubs die uitkomen in lagere competities.
Suffolk Senior County Cup
Bekercompetitie voor alle teams uit Suffolk die uitkomen in de Premier Divison of Division One, maar clubs die in de Eastern Counties League spelen.
Suffolk Junior County Cup
Bekercompetitie clubs uit Suffolk uit alle divisies, behalve de Premier Division en Division One, en ook reserveteams van clubs die in de Eastern Counties League spelen en die ook in de Suffolk Senior County Cup meespelen.